# Slokan
Slokan je priimek več znanih Slovencev:
- Aleksandra Pirkmajer Slokan (1950—2025), latinistka, anglistka
- Franc Slokan, policist in veteran vojne za Slovenijo
- France Slokan (1906—1998), novinar, publicist, urednik, poliglot
- Herman-Zmago Slokan (1915—1970), zdravnik radiolog/rentgenolog, ravnatelj mariborske bolnišnice
- Ina Slokan (r. Javornik) (1910—1989), pripovednica in časnikarka
- Jaka Slokan (1909—1982), novinar in zgodovinar hmeljarstva
- Karel Slokan (1905—1987), rudarski strokovnjak, univ. profesor
- Mojca Slokan, klavirska pedagoginja
- Simon Slokan, dr. prava, vodja Oddelka za javni red in mir v Upravi uniformirane policije GPU, glavni šolski inšpektor...